# Apoptygma Berzerk
Apoptygma Berzerk (abréviation : APB ou Apop) est un groupe norvégien de musique électronique, originaire de Fredrikstad. Il se fait d'abord connaître par son genre musical synthpop et futurepop. Depuis 2005, leur style musical a évolué vers le rock alternatif. Toutes les paroles du groupe sont en anglais et sont chantées par le fondateur et leader du groupe Stephan Groth.

## Origines du nom
Le nom « Apoptygma Berzerk » n'a pas de signification précise. Interviewé sur le sujet, Stephan Groth déclare que « Apoptygma » est un mot choisi au hasard dans le dictionnaire plus pour son aspect loufoque que pour sa signification. Et que le mot « Berzerk » fait référence à la folie des Vikings, clin d'œil aux origines norvégienne du groupe. Pour simplifier, le groupe se nomme également Apop ou APB.

## Histoire

### Débuts
Le groupe est formé par Stephan Groth et Jon Erik Martinsen en 1989. Après une démo, qui leur permet de signer chez Tatra Records, et la publication de leur premier single Ashes to Ashes, Jon Erik quitte le groupe. Son style musical est assez changeant au fil des années. Difficile à classer dans une catégorie particulière, le parcours de Apop traverse différentes phases à commencer par celle que l'on qualifie de futurepop. En même temps le groupe se distingue en utilisant une palette de sons et de samples qui instaure parfois un climat musical très sombre, d’inspiration gothique. Les deux premiers albums Soli deo Gloria et 7 illustrent bien cette atmosphère particulière.
Après une pause de 14 mois pour cause de service militaire norvégien, la carrière d'Apop est propulsée en 1997 par le classement de l'album 7 à la 3e place des hit-parades Deutsch Alternative Charts (DAC). C’est aussi le début de la distribution aux États-Unis au travers du label Metropolis Records, ainsi que le début des tournées qui emmèneront Apop aux quatre coins du monde et des festivals en compagnie d’autres groupes du même genre.

### Années 2000

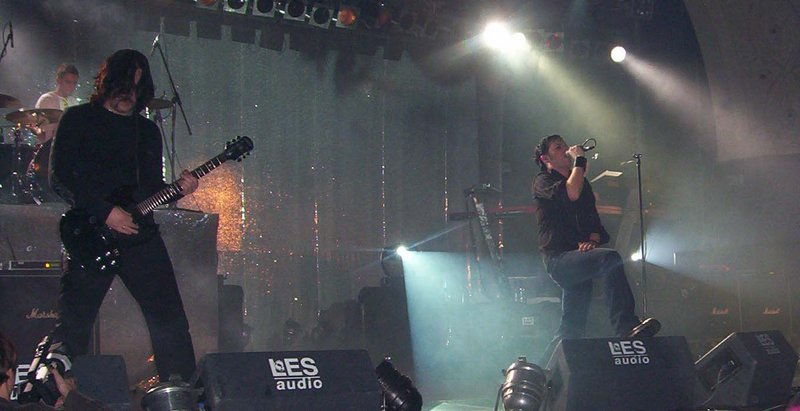
Apoptygma Berzerk en concert à Leipzig en 2004.

En 2000, l'album Welcome to Earth atteint la deuxième place dans les DAC. Encore teinté d'EBM, c’est vers un style plus Synthpop que s’oriente le groupe. Voire futurepop avec la sortie en 2002 de l’album Harmonizer. L’aspect synthétique et rythmique de la musique n’oublie pas pour autant les mélodies écrites et interprétées par Stephane Groth, la pierre angulaire de ce groupe. Il chante notamment en duo avec Claudia Brücken, la chanteuse de Propaganda, sur l’un des titres phare de l'album Unicorn.
Après la longue et éprouvante tournée qui suit Harmonizer, Stephan Groth va traverser une période difficile. Ayant perdu son excitation des premiers temps, il trouve son travail ennuyeux et répétitif . Le salut vient du projet parallèle Fairlight Children qu’il va mener avec deux amies. Mélange de synthpop et de musique de jeux vidéo façon Commodore 64, ce projet va relancer l'esprit créatif de Groth.
Cette époque marquera un tournant dans la carrière du groupe et c'est ainsi qu’après 4 ans, sort en 2006 You and Me Against the World (YAMATW). Des Guitares marqués font leur apparition, l'ambiance générale est plus pop rock que dans le passé, et les mélodies plus conventionnelles. Une panoplie d’artistes ont contribué à ce disque dont Anneli Drecker (du groupe Bel Canto) sur Back on Track, Kurt Ebelhäuser (du groupe allemand Blackmail) et le grudge norvégien Mortiis qui voudrait bien sortir du labyrinthe sur le titre Maze. Plus tard en 2007, le groupe participe au Rabarock Festival.
L'album-concept Rocket Science, sorti en 2009, durcit le ton rock alternatif en amenant davantage de guitares et de nervosité. Le groupe n'a pas pour autant abandonné les synthétiseurs, toujours présent, alors que la voix de Stephan Groth est plus poussée qu'à son habitude. Témoin de cette évolution, la présence dans les cœurs de Benji Madden du groupe Good Charlotte sur le titre Apollo (Live on Your TV) et la contribution d'Emil Nikolaisen du groupe norvégien de rock Serena-Maneesh.

### Derniers albums
Après la sortie de Rocket Science, tous les membres du groupe, sauf Stephan Groth, sont remplacés : Jonas Groth, le frère du chanteur remplace Geir Bratland aux claviers, Thomas Jakobsen, déjà membre dans le passé, remplace le batteur Frederik Brarud et Brandon Smith, membre du groupe The Anix prend la place de Audun « Angel » Stangel à la guitare.

## Style musical et influences
Nombreuses sont les inspirations de Stéphane Groth, et pour s'en convaincre, il suffit de découvrir les nombreuses reprises disséminées tout au long de leur parcours discographique. Il s’agit de morceaux bien souvent d'origine rock, transposé dans l'univers synthétique d'Apoptygma Berzerk. Pour n’en citer que quelques-uns : All Tomorows Parties du Velvet Underground  sur Soli deo Gloria, Electricity d'OMD sur 7, Cambodia de Kim Wilde sur You and Me Against the World, A Strange Day de The Cure sur Unicorn, Love Will Tear Us Apart de Joy Division, Trash de Suede sur Rocket Science, et Fade to Black de Metallica sur Welcome to Earth.
L'album Sonic Diary (2006) est dédié à ces reprises, sur lequel apparaît également Coma White de Marilyn Manson, Who's Gonna Ride Your Wild Horses de U2, Ohm Sweet Ohm de Kraftwerk, Bizarre Love Triangle de New Order, Bend and Break de Keane et  The Damned Don't Cry de Visage.
Dans la musique d'Apop, on découvre des références à des chansons connues qui apparaissent sous forme de fils conducteur ou de samples dans leurs morceaux. On entend ainsi un sample de Nirvana sur Mourn (album 7), la reprise du thème de Twin Peaks sur Moment of Tranquility (album Welcome to Earth), la trame de Carmina Burana de Carl Orff et l’introduction de la Toccata de Bach sur Loves Never Dies. Cette dernière chanson, écrite en référence au film Dracula de Coppola, offre un hymne electro-gothique très surprenant et original par sa composition. Il existe de nombreux remixes des chansons d’Apop. La plupart sont réalisés par des groupes connus du même genre tels que Icon of Coil, VNV Nation, T.O.Y, Mesh, Hocico et bien d’autres. Apop a la bonne idée de publier certains de ces remixes sur les albums The Singles Collection (2007) ou Unicorn (2008). D'autres sont maintenant présents dans les nouvelles versions remasterisées de leurs anciens albums. Apoptygma Berzerk a également produit des remixes pour certains de ces groupes : Chrome de VNV Nation, Headhunter de Front 242, Tears de The Crüxshadows, et Steelrose de Project Pitchfork.
Stephane Groth participe en 2003 à la chanson Forever avec le collectif d'artistes Bruderschaft composé de Sebastian Komor d'Icon of Coil, de Joakim Montelius de Covenant et de Ronan Harris de VNV Nation. Chanson créée à l'initiative du DJ Rexx Arkana au profit de la lutte contre le cancer.

## Discographie

### Albums studio
- 1993 : Soli Deo Gloria (décembre 1993)
- 1996 : 7 (mai 1996)
- 2000 : Welcome to Earth (janvier 2000)
- 2002 : Harmonizer (février 2002)
- 2005 : You and Me Against the World (septembre 2005)
- 2009 : Rocket Science (janvier 2009)
- 2016 : Exit Popularity Contest octobre 2016)
- 2019 : SDGXXV

### Albums live
- 1999 : APBL98
- 2001 : APBL2000
- 2010 : Imagine There's No Lennon

### EP et singles
- 1991 : Ashes to Ashes
- 1993 : Bitch
- 1994 : Deep Red
- 1995 : Non Stop Violence
- 1998 : Paranoia
- 1999 : Eclipse
- 2000 : Kathy's Song (trois versions différentes)
- 2002 : Until the End of the World (trois versions différentes)
- 2002 : Suffer in Silence (trois versions différentes)
- 2005 : In this Together
- 2006 : Shine on (reprise de la chanson du même titre du groupe The House of Love)
- 2006 : Love to Blame
- 2006 : Cambodia (reprise de la chanson du même titre de Kim Wilde)
- 2008 : Green Queen (single de promotion)
- 2009 : Apollo (Live on Your TV)
- 2013 : Major Tom (reprise de la chanson du même titre de Peter Schilling)
- 2014 : Stop Feeding the Beast
- 2015 : Videodrome
- 2016 : Xenogenesis
- 2018 : SDGXXV EP
- 2019 : SDGXXV EP II
- 2019 : Deep Red
- 2020 : Nein Danke!

### Compilations et rééditions
- 1998 : The Apocalyptic Manifesto
- 2003 : The Singles Collection
- 2004 : Unicorn / Harmonizer (EP et DVD)
- 2006 : Black E.P. (mini-album apparu aux États-Unis)
- 2006 : Sonic Diary (album avec des chansons reprises)
- 2011 : Black EP Vol.2
- 2018 : Soli Deo Gloria (édition 25e anniversaire agrémentée de 7 titres bonus)
- 2020 : Faceless Fear (B-Sides and Rarities) (2020)
- 2020 : Disarm (B-Sides and Rarities) (2020)

### Démos
- 1991 : Ashes to Ashes
- 1992 : The 2nd Manifesto